# سمر ألتيس
سمر ألتيس (بالإنجليزية: Summer Altice)‏ هي ممثلة وعارضة أمريكية ولدت في 23 ديسمبر 1979، تم اختيارها بلاي بوي بلاي ميت لشهر أغسطس 2000.

## وصلات خارجية
- سمر ألتيس على موقع IMDb (الإنجليزية)
- سمر ألتيس على موقع ألو سيني (الفرنسية)
- سمر ألتيس على موقع أول موفي (الإنجليزية)
- سمر ألتيس على موقع قاعدة بيانات الفيلم (الإنجليزية)
- سمر ألتيس على موقع كينوبويسك (الروسية)